# Eden Patera
L'Eden Patera è una struttura geologica della superficie di Marte.